# Bundesgartenschau 1967
Die Bundesgartenschau 1967 fand vom 14. April bis zum 23. Oktober 1967 in Karlsruhe statt.

## Planung
Angeregt durch die städtebaulich positiven Wirkungen von Bundesgartenschauen beim Wiederaufbau anderer im Zweiten Weltkrieg zerstörter Städte gab Karlsruhe 1961 ein Gutachten bei Walter Rossow in Auftrag, ob und wie eine Bundesgartenschau auch in Karlsruhe möglich sei. Darauf folgte 1962 ein Ideenwettbewerb. Noch im gleichen Jahr wurde ein Vertrag zwischen der Stadt und dem Zentralverband Gartenbau e. V. zur Durchführung der Gartenschau geschlossen. Aus den Gewinnern des Ideenwettbewerbs wurden vier Arbeitsgruppen gebildet, die die Gestaltung jeweils einer Teilfläche des Geländes übernahmen. Zusätzlich wurde ein Grünkonzept für die gesamte Stadt entwickelt, das Hauptbahnhof, Kaiserstraße, Festplatz und Schloss verband. Der damalige Oberbürgermeister Günther Klotz setzte sich intensiv für das Gelingen der Bundesgartenschau ein.

## Gartenschau

Junge Besucher im Stadtgarten auf der BUGA

Die Bundesgartenschau 1967 verteilte sich im Wesentlichen auf zwei Flächen in der Stadt, die zusammen eine Größe von 90 ha aufwiesen:
1. Den Stadtgarten (einschließlich des Zoos, der aber für die Bundesgartenschau, um Gartenflächen zu schaffen, teilweise auch in den dafür neu gebauten Tierpark Oberwald ausgelagert wurde.[6]).
2. Die Gärten am Schloss: Schlossgarten, Schlossplatz, Botanischer Garten und Fasanengarten.

In der Waldstadt gab es darüber hinaus eine Gruppe von 22 einstöckigen Wohnhäusern mit unterschiedlich gestalteten Gärten in Größen zwischen 54 m2 und 204 m2
Die Bundesgartenschau wurde von Bundespräsident Heinrich Lübke eröffnet. Ein zentrales Anliegen der Ausstellung war die stärkere Integration von Grünanlagen in das Stadtinnere, um Gesundheit und Freizeitmöglichkeiten zu fördern. Das war in Karlsruhe vor allem in Hinblick auf den starken Bevölkerungszuwachs der vorangegangenen Jahrzehnte und der damit einhergehenden Erweiterung der Wohn- und Industriegebiete geboten.

## Ausstattung

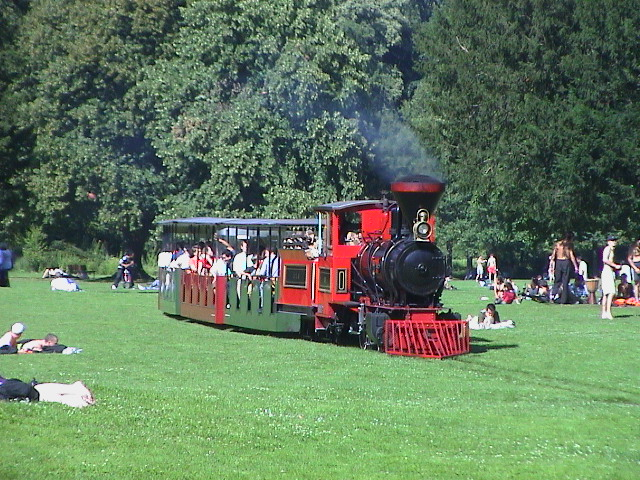
Dampflokomotive Greif der Schlossgartenbahn auf der Wiese hinter dem Schloss

Für die Bundesgartenschau wurde eine Parkeisenbahn eingerichtet, die weiter in Betrieb blieb und auch heute noch fährt.

## Wertung
Die Bundesgartenschau in Karlsruhe wurde ein voller Erfolg – nicht zuletzt auch wegen des lang anhaltenden schönen Wetters im Sommer 1967. Bereits vor Weihnachten 1966 waren 82.000 Dauereintrittskarten verkauft, insgesamt dann 126.000. Damit hatte rechnerisch jeder zweite Karlsruher eine Dauerkarte. 6,3 Mio. Besucher kamen insgesamt, nachdem ursprünglich 4 Mio. erwartet worden waren. Die beiden Hauptausstellungsflächen der Bundesgartenschau 1967 gehörten auch nach ihrem Abschluss zu den meistbesuchten Grünanlagen in Karlsruhe.